# دختر شیرینی‌فروش
دختر شیرینی‌فروش فیلمی ایرانی محصول ۱۳۸۰ به نویسندگی و کارگردانی ایرج طهماسب است.

## خلاصهٔ داستان
پسر و دختر دو خانواده قصد ازدواج دارند. اما بیست سال است به خاطر مخالفت والدینشان با هم یا خواستگاری یا عقد یا عروسی شان به هم خورده است. دعوا بین دو خانواده بالا می‌گیرد تا اینکه پسر و دختر تصمیم می‌گیرند خودکشی کنند. از سوی دیگر بزرگترها سخت به دنبالشان هستند و ظاهراً از رفتار گذشته نادم هستند. اما دختر و پسر با وضعیت نابسامان جسمی خود تصمیم به مقابله با بزرگترهایشان می‌گیرند و در خانهٔ پدری سعید در حالی که توسط پلیس و افراد خانواده محاصره شده‌اند اخطار می‌دهند که اگر ساعتچی شناسنامه سعید را ندهد و با ازدواجشان موافقت نکند خودشان و خانه را به آتش خواهند کشید. بزرگترها به ناچار رضایت می‌دهند و وصلت صورت می‌گیرد. در این شرایط معلوم می‌شود پدر سعید و مادر نیلوفر هم به یکدیگر علاقمند شده‌اند زیرا هر دو تنها هستند.

## بازیگران
- فاطمه معتمدآریا در نقش نیلوفر
- ثریا قاسمی در نقش خانم رستمی
- ایرج طهماسب در نقش سعید ساعتچی
- حمید جبلی در نقش تقی ساعتچی
- قاسم زارع در نقش افسر نگهبان
- یوسف تیموری در نقش حمید رستمی
- خسرو احمدی در نقش مصطفی
- محسن قاضی‌مرادی در نقش دایی
- سعید پیردوست در نقش صاحبخانه
- فرحناز منافی ظاهر در نقش اختر
- سعید نورالهی در نقش عاقد
- سید جلال طباطبایی در نقش فرش فروش